# Parc Astérix
Parc Astérix – park rozrywki otwarty 30 kwietnia 1989 roku w miejscowości Plailly we Francji, około 35 km na północ od Paryża, poświęcony Asteriksowi, bohaterowi komiksów Alberta Uderzo i René Goscinnego.

## Atrakcje

### Kolejki górskie

#### Istniejące
W roku 2024 w parku znajdowało się 8 czynnych kolejek górskich:
| # | Nazwa           | Producent  | Data otwarcia    | Typ                            | Wysokość [m] | Prędkość [km/h] | Źródło |
| - | --------------- | ---------- | ---------------- | ------------------------------ | ------------ | --------------- | ------ |
| 1 | Goudurix        | Vekoma     | 30 kwietnia 1989 | stalowa                        | 36,0         | 90,0            | [ 4 ]  |
| 2 | SOS Numérobis   | Zierer     | 1990             | stalowa rodzinna               | 6,0          | 32,0            | [ 5 ]  |
| 3 | Vol D'Icare     | Zierer     | 1994             | stalowa rodzinna               | 10,7         | 42,0            | [ 6 ]  |
| 4 | Tonnerre 2 Zeus | CCI        | 1997             | drewniana                      | 29,9         | 83,7            | [ 7 ]  |
| 5 | Trace du Hourra | Mack Rides | 31 marca 2001    | stalowy bobsled coaster        | ?            | 60,0            | [ 8 ]  |
| 6 | OzIris          | B&M        | 7 kwietnia 2012  | stalowa odwrócona              | 40,0         | 90,0            | [ 9 ]  |
| 7 | Pégase Express  | Gerstlauer | 11 czerwca 2017  | rodzinny launched coaster      | 21,0         | 52,0            | [ 10 ] |
| 8 | Toutatis        | Intamin    | 8 kwietnia 2023  | stalowy multi-launched coaster | 51,0         | 107,0           | [ 11 ] |

#### W budowie
W roku 2024 park prowadził budowę 1 nowej kolejki górskiej:
| # | Nazwa        | Producent  | Data otwarcia | Typ                               | Wysokość [m] | Prędkość [km/h] | Źródło |
| - | ------------ | ---------- | ------------- | --------------------------------- | ------------ | --------------- | ------ |
| 1 | Cétautomatix | Gerstlauer | 2025          | stalowy rodzinny spinning coaster | ?            | ?               | [ 13 ] |

#### Usunięte
Do roku 2024 z 8 wybudowanych w historii parku kolejek górskich 1 została usunięta:
| # | Nazwa             | Producent | Data otwarcia | Data zamknięcia | Typ              | Wysokość [m] | Prędkość [km/h] | Źródło |
| - | ----------------- | --------- | ------------- | --------------- | ---------------- | ------------ | --------------- | ------ |
| 1 | Ronde des Rondins | Zierer    | 1989          | wrzesień 2013   | stalowa rodzinna | 3,3          | 26,0            | [ 15 ] |